# デイリー六法
デイリー六法（デイリーろっぽう）は、三省堂が毎年刊行している小型の六法集。
憲法、民法、刑法など基本的な法令を収録する一方で、B6判・2000頁程度に収める。1991年（平成3年）に創刊(1992年（平成4年）版）。毎年10月ころ、2007年発行であれば「2008年（平成20年）版デイリー六法」というように、翌年の年次を冠したものを発行する。